# Sapramiška
Sapramiška je slovenska pravljica, delo Svetlane Makarovič. Literarni lik knjige je miška Sapra.
Knjiga je prvič izšla leta 1976, nato pa še 1986, 1998, 1999, 2003 in 2007. Izdajo iz leta 1986 je ilustrirala Makarovič.

## Vsebina pravljice
Mala siva miška se je nekega dne znašla iz oči v oči z mačko, ki je bila tako presenečena, da ji je ušla kletvica »sapramiš nazaj«. In tako je dobila Sapramiška svoje ime. Na robu travnika je stal skedenj in v njem je imela svoj dom miška Sapra. Od sestrične je v dar dobila tri lešnike. Ko je hotela prvega pojesti, si je zlomila zob. Odločila se je, da bo odšla poiskat pomoč. Najprej je srečala zajca, ki se ni zmenil zanjo. Prišla je do veverice, ki ji je lešnik raje pojedla kot strtega vrnila miški. Pricapljala je do žabice, ki ji je želela pomagat, a je nehote vrgla lešnik neznano kam. Tako je miška ostala brez dveh lešnikov. Žabica je miško prepričala, da gre k zobozdravniku, ki ji bo popravil zlomljen zob. Zobozdravnik detel ji ga je hitro popravil in Sapramiška je veselo odkorakala domov. Na poti je srečala mačko, ki jo je  želela pojesti, a prebrisani miški je uspelo pobegniti. Doma je končno ugriznila v tretji lešnik, a na največjo žalost je bil prazen. Miška je bila strašansko razočarana. Jokala je celo noč, slišal jo je mišji strahec kateremu se je zasmilila, zato jo je odpeljal do čarobnega grma z lešniki. Sapramiška si jih je nabrala kolikor jih je lahko nesla in jih doma veselo pojedla. Na vrata je napisala: Sapramiška, najsrečnejša miš na svetu.

## Predstavitev lika
V Sapramiški se prepletajo različne značajske lastnosti, ki jih velikokrat srečamo tudi med ljudmi. Na začetku pravljice miška pokaže svojo naivnost, ko veverici ponudi lešnik misleč, da ji ga bo strla. Veverica pa ga brez pomisleka poje, saj je to njena najljubša hrana. Sapramiška je prijazna. Čeprav jo nekateri zavrnejo, npr. zajec, je še vedno vljudna in ga skuša razumeti, saj ima tudi on podobne težave.
Hitro obupa in se ne bori za dosego cilja. Rabi nekoga ob sebi, da jo bodri, v tem primeru žabico. Žabica se je pokazala kot prava prijateljica. V stiski ji stoji ob strani in miški ponudi pameten nasvet oziroma rešitev. Z miško gre do zobozdravnika. Miška pa mora kljub temu sama premagati strah. Čeprav ji žabica stoji ob strani, ji da lahko le nasvet za njeno težavo, ne more pa problema rešiti namesto nje. Enako se dogaja tudi s človekom. Vsak mora premagati sam svoje strahove in težave. Tega ne more žal opraviti nihče drug. Strah pa premaga tako, da se z njim sooči in v tistem trenutku postane le-ta zelo majhen. Tudi miška je spoznala, da na » zobozdravniškem stolu« sploh ni bilo tako strašansko, kot si je predstavljala.
Miška je tudi prebrisana. To lastnost pokaže, ko ji preti velika nevarnost - požrešni maček. V trenutku, ko je zares v največji stiski in ko se zaveda, da lahko izgubi življenje, se posluži zvijače, ki jo reši pred smrtjo. Mačko prelisiči z besedami, da je zastrupljena. Tudi tukaj najdemo podrobnosti z vsakim izmed nas. Vsakdo, ki se znajde v veliki nevarnosti, se oklene najmanjše rešilne bilke, saj je življenje le eno in ga nihče ne želi izgubiti.
Na koncu zgodbe  prideta do izraza njeni negativni lastnosti – pohlep in požrešnost, saj si je nabrala poln predpasnik lešnikov, čeprav je vedela da bo naslednjo noč lahko odšla zopet ponje. Ti dve negativni lastnosti sta zelo pogosti tudi v današnjem času. Požrešnost često srečamo med ljudmi. Ljudje si kopičijo matreialne dobrine, se prenajedajo, vendar jim to ne prinese trajnega zadovoljstva. Tudi miška se je lešnikov nažrla. V tistem trenutku je občutila veliko srečo, ker je bila njena želja potešena. Na vrata je dodala napis: najsrečnejša miš na svetu. Vendar, kdo ve, koliko časa bo ta napis visel tudi v prihodnje, saj moramo srečo iskati v globljih stvareh.

## Dramska uprizoritev
Prvič je bila uprizorjena leta 1986 v režiji Naceta Simončiča v Lutkovnem gledališču Ljubljana. Leta 2005 je praznovala 1000 ponovitev svoje predstave in je doslej doživela že preko 1200 ponovitev. Dobila je tudi nagrado leta 1989 – Plaketa mesta Ljubljana. Za sabo ima že veliko gostovanj v tujih državah (Portugalska, Nemčija, Japonska, Belorusija, Islandija, Venezuela, itd.).